# Elapoidis fusca
Elapoidis fusca là một loài rắn trong họ Rắn nước. Loài này được Boie mô tả khoa học đầu tiên năm 1826. Chúng là loài đặc hữu của Indonesia và Malaysia.